# Danses de Wallis-et-Futuna
 (mai 2017).
Si vous disposez d'ouvrages ou d'articles de référence ou si vous connaissez des sites web de qualité traitant du thème abordé ici, merci de compléter l'article en donnant les références utiles à sa vérifiabilité et en les liant à la section « Notes et références ».
Les danses pratiquée à Wallis-et-Futuna sont essentiellement des danses traditionnelles. Pour Raymond Mayer, « elles constituent un phénomène social qui dépasse la simple analyse musicale et esthétique ».

## Fêtes coutumières
À Wallis et Futuna, les danses sont généralement présentées par différents villages lors de fêtes coutumières (notamment le katoaga). Les danseurs et danseuses se succèdent devant les dignitaires, souvent lors de concours de danses, qui parfois se succèdent sur plusieurs heures. Les spectateurs peuvent récompenser des danseurs en glissant des billets de francs Pacifique dans leur coiffure ou leurs vêtements. Cette pratique remonte, d'après Dominique Pechberty, à la présence américaine à Wallis de 1942 à 1946 et à la monétarisation de l'économie wallisienne. Toutefois, seuls les billets glissés dans les vêtements peuvent être récupérés par le danseur ; l'argent placé dans les coiffures est collecté et redistribué équitablement entre tous les participants après la cérémonie.

## Types de danses

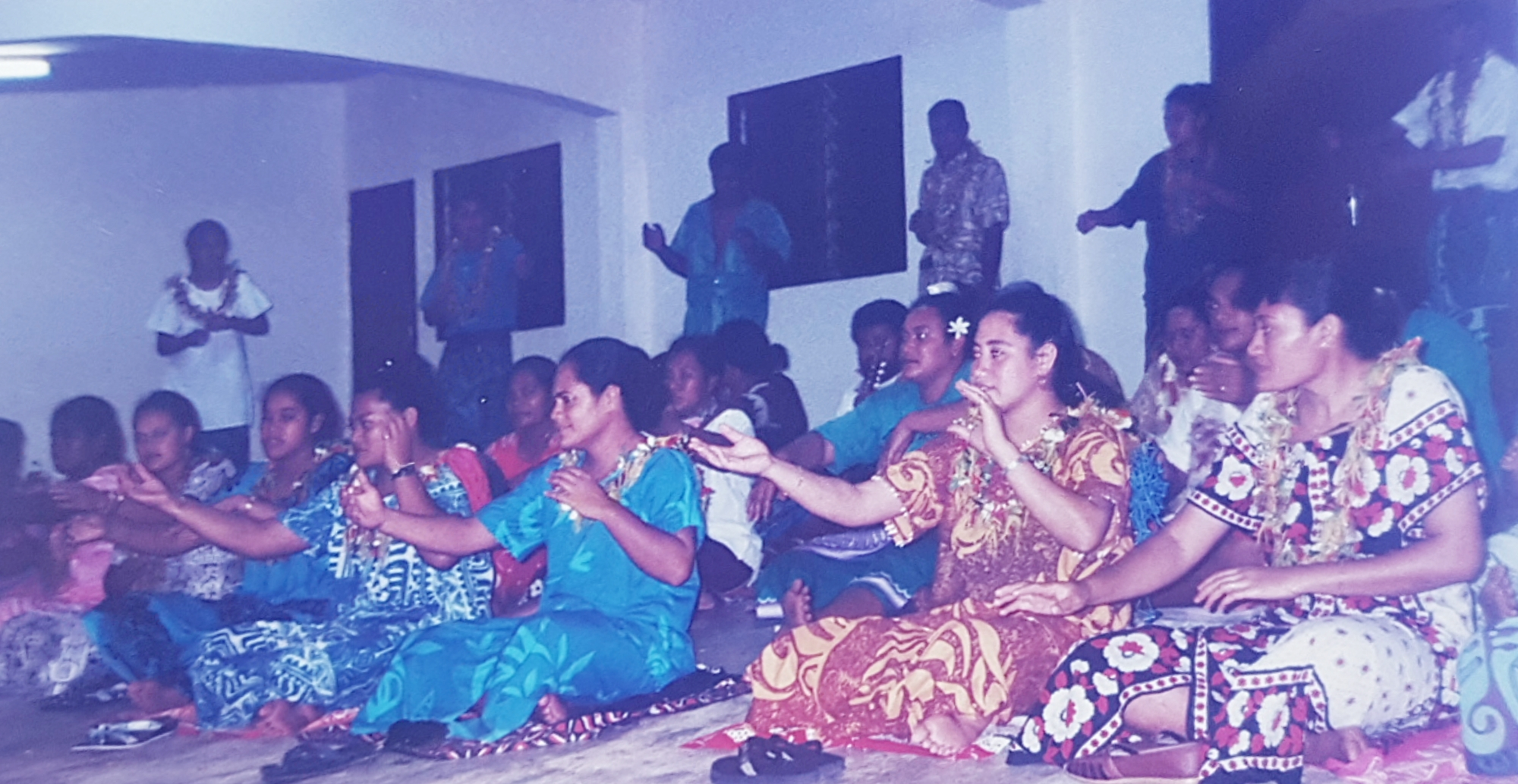
Répétition de danses dans le falefono (maison commune) de Liku à Wallis pour la fête de l'Assomption de 1996.

Il existe au moins 16 types de danses (faive), leurs différences reposant sur le lieu, l'occasion, le nombre de danseurs, le sexe, les instruments d'accompagnement et d'autres indicateurs. La plupart des danses sont accompagnées de chants et d'un certain type d'instruments de percussion (lali), car danser sans tambour est considéré comme inhabituel.

### Eke(Soke)
La danse eke est une danse guerrière mixte de l'île de Wallis traduisant l'habilité du guerrier. La danse est rythmée par de simples bâtons qui s'entrechoquent.

La danse du soke (en) est originaire de Loto'alahi. Chaque groupe est composé de quatre hommes dans chaque phase de la danse. La façon ancienne de danser le soke était longue, chaque danseur devait faire une grande boucle avant de reprendre sa place. Le soke ne consiste pas en de courtes figures.

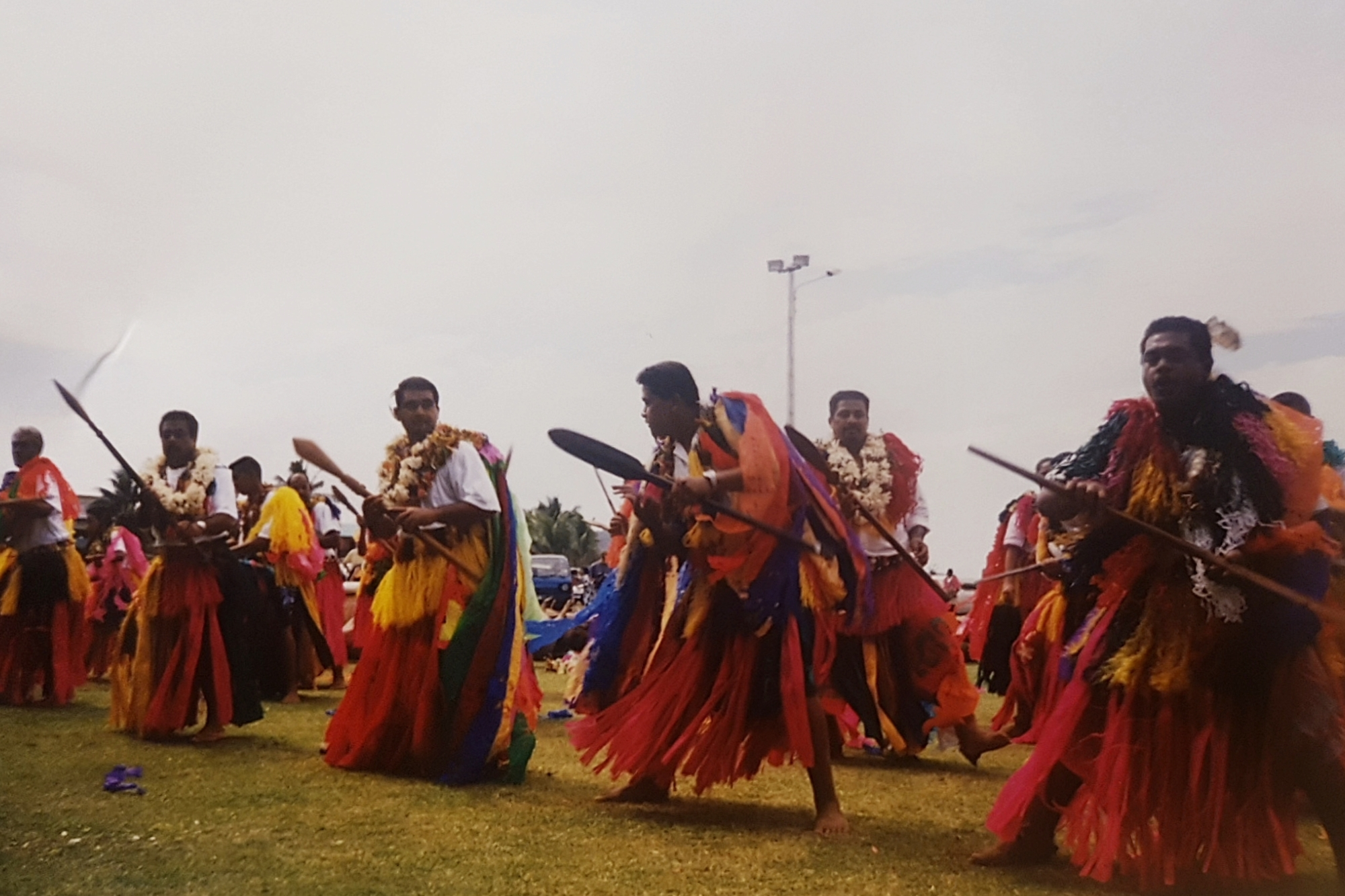
Kailao à Mata-Utu en 2001.

### Kailao

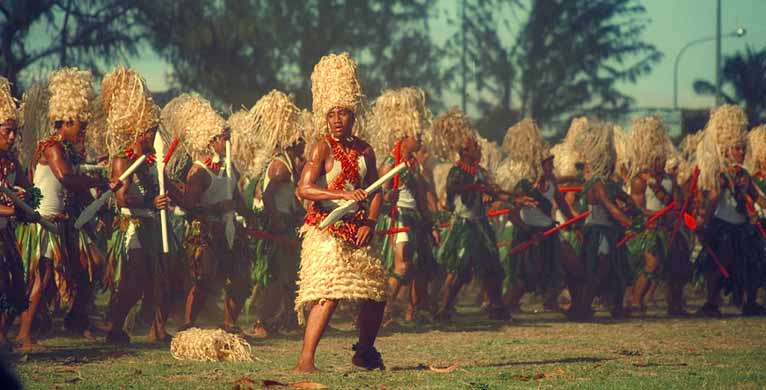
Danse kailao aux Tonga.

Le kailao se danse torse nu tout en manipulant une lance guerrière ou des massues. Elle est exclusivement masculine. La danse n'a pas de chant, seul un meneur guide les danseurs et donne les séquences à suivre. La danse est rythmée par la percussion de barils creux en bois ou métalliques, qui marquent les pas.
Le kailao hele se danse avec un sabre ou une épée.

### Tāpaki(Tu'upaki)
Danse ayant pour thématique les forces de la nature et les divinités ancestrales. La danse du tapaki existe à Uvea, à Futuna mais également à Tonga. Cette danse peut être exécutée en dehors des katoaga. Elle se pratique en plein air et réunit une vingtaine de participants. Les danseurs tiennent dans une main une pagaie (paki) très mince, munie d'un manche, qu'ils font tourner et qu'ils frappent de l'autre main au rythme des instruments de percussion.

### (Faka)Niutao
Cette danse provient originellement de Niutao (une île de l'archipel de Tuvalu). L'ethnologue Burrows note que les danseurs sont assis et chantent, puis certains se lèvent. Cependant, pour Raymond Mayer, c'est un « genre de danses répétitives exécuté debout par un groupe d’une vingtaine de danseurs et/ou danseuses. (...) Les mouvements de mains sont de type vahe, ki mua et ki lalo et répondent à un enchaînement fixe sur un chant répétitif exécuté généralement trois fois à une cadence de plus en plus rapide ».

### Sasa
Originaire de Samoa, le sasa se danse assis. C'est une danse d'imitation, placée souvent en début des danses à textes. Elle est néanmoins exécutée, pour la plupart du temps, sans texte, sur le seul rythme donné par les femmes battant la natte.

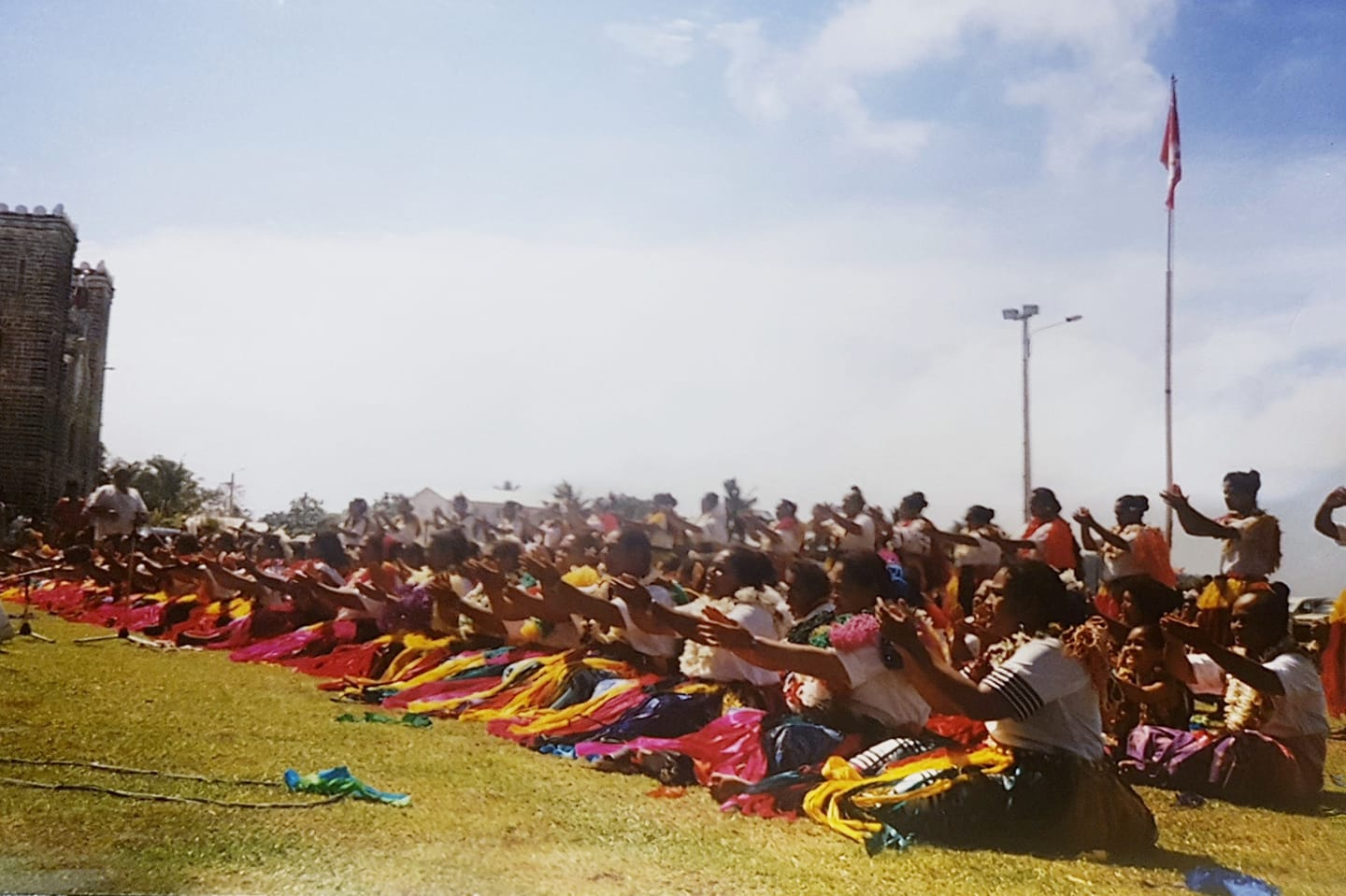
Danse lakalala à Mata-Utu en 2001.

### Lakalaka
Le lakalaka est un mélange de chorégraphie, d’art oratoire, de polyphonies vocale et instrumentale. Elle tire son origine d’une danse appelée me’elaufola. Les représentations durent une trentaine de minutes et peuvent réunir plusieurs centaines de personnes. Les participants se mettent en rang, les hommes à droite et les femmes à gauche. Les hommes font des mouvements rapides et énergiques, tandis que les femmes exécutent des pas gracieux doublés d’une gestuelle élégante. Les deux groupes accompagnent la danse en frappant des mains et en chantant, souvent avec le soutien d’un chœur.

### Soamako(Soa mako)
Le soamako futunien est une danse d'origine guerrière. Elle est exécutée à l'occasion de noces avec des bâtons par les femmes seules, les hommes seuls ou par l'ensemble mixte. Cette danse, rapide ternaire, impressionne par ses gestes empreints de force, de douceur et d'élégance à la fois.
Lors du défilé militaire du 14 Juillet 2011, un soamako est effectué devant la tribune présidentielle par des soldats de différentes unités, tous originaires d'Océanie.

### Takofe
La danse du takofe n'existe qu'à Futuna. Elle s'exécute en plein air, sur la place cérémonielle (mala'e) lors des katoaga. Une soixantaine de danseurs portent un bambou (kofe) qui représente l'arme du guerrier. À l'extrémité supérieure du bambou sont accrochés un bouquet de feuilles et un morceau de lafi. Les danseurs, disposés sur quatre rangées, font face aux spectateurs. Ils sont parés de peinture, de bandes de lafi noués aux chevilles et aux bras, ainsi que d'une coiffe en forme de turban. Ils dansent en frappant le sol de leur bambou. Ils s'intervertissent et changent de rangée au cours de la danse que rythme un homme frappant avec un bâton (lologo papa) sur un récipient en bois (kumete) retourné sur le sol.

## Photos

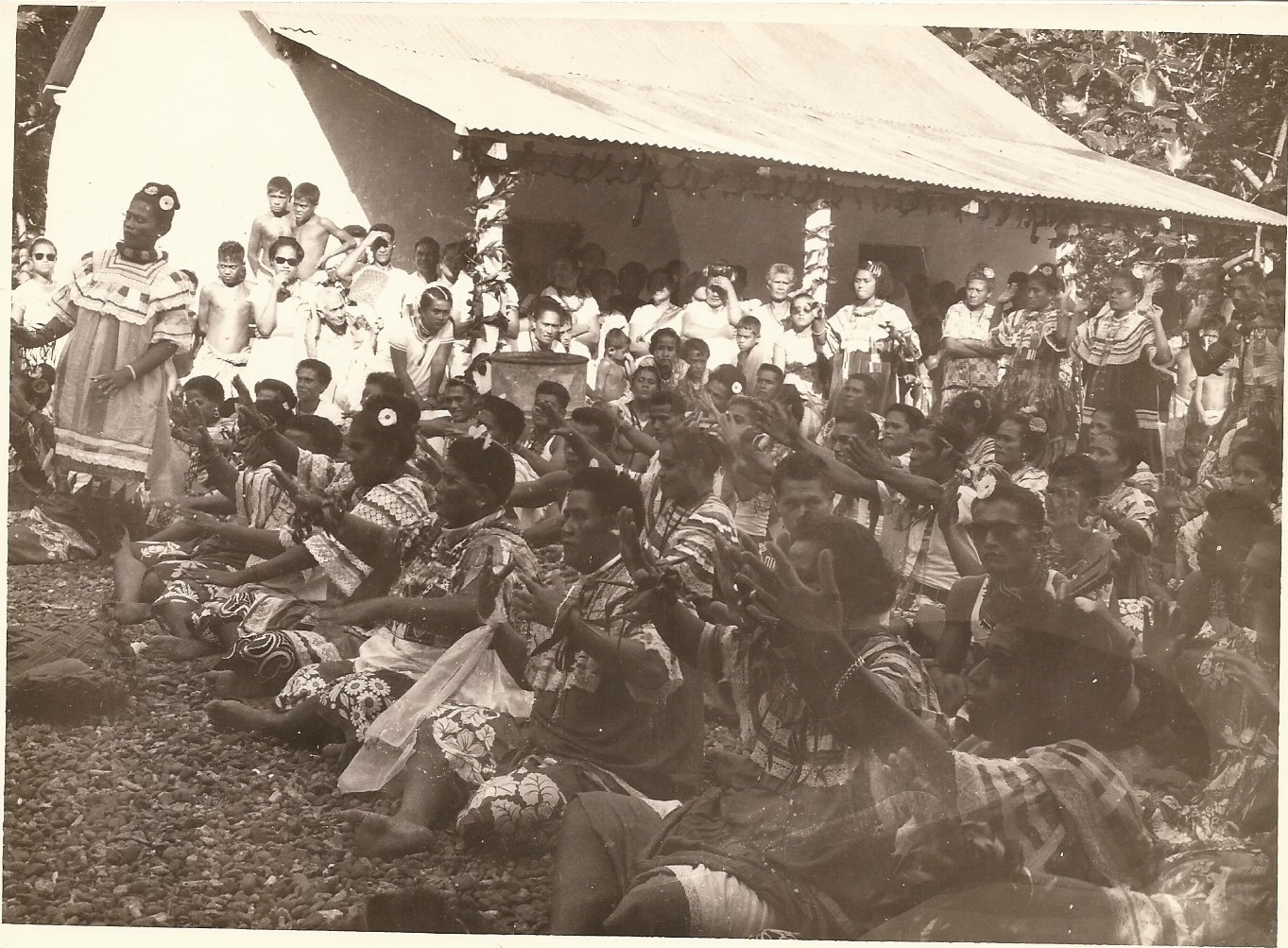
Danse assise à Sigave (Futuna), 1964
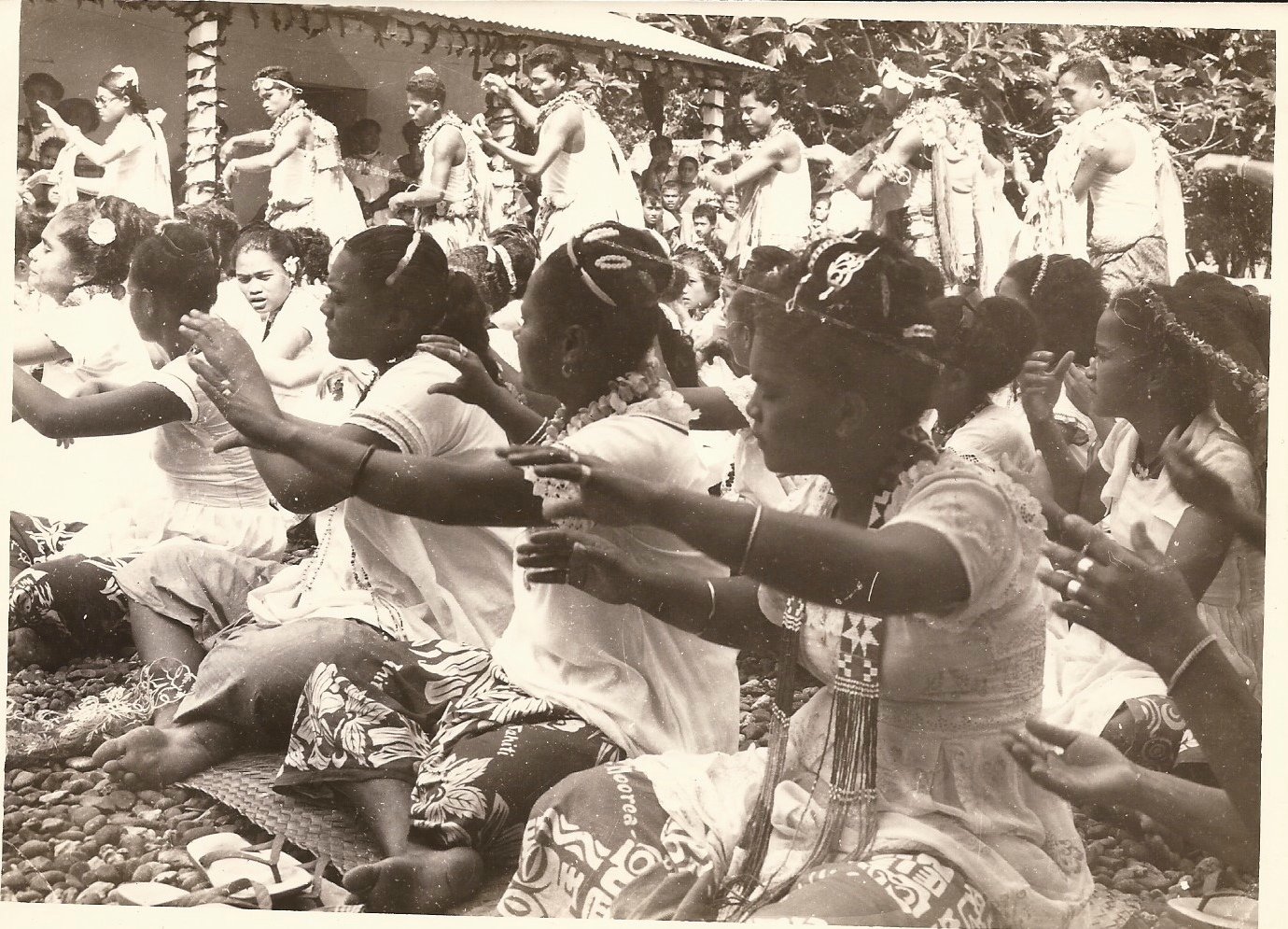
Danse à Sigave (Futuna) (plan rapproché), 1964
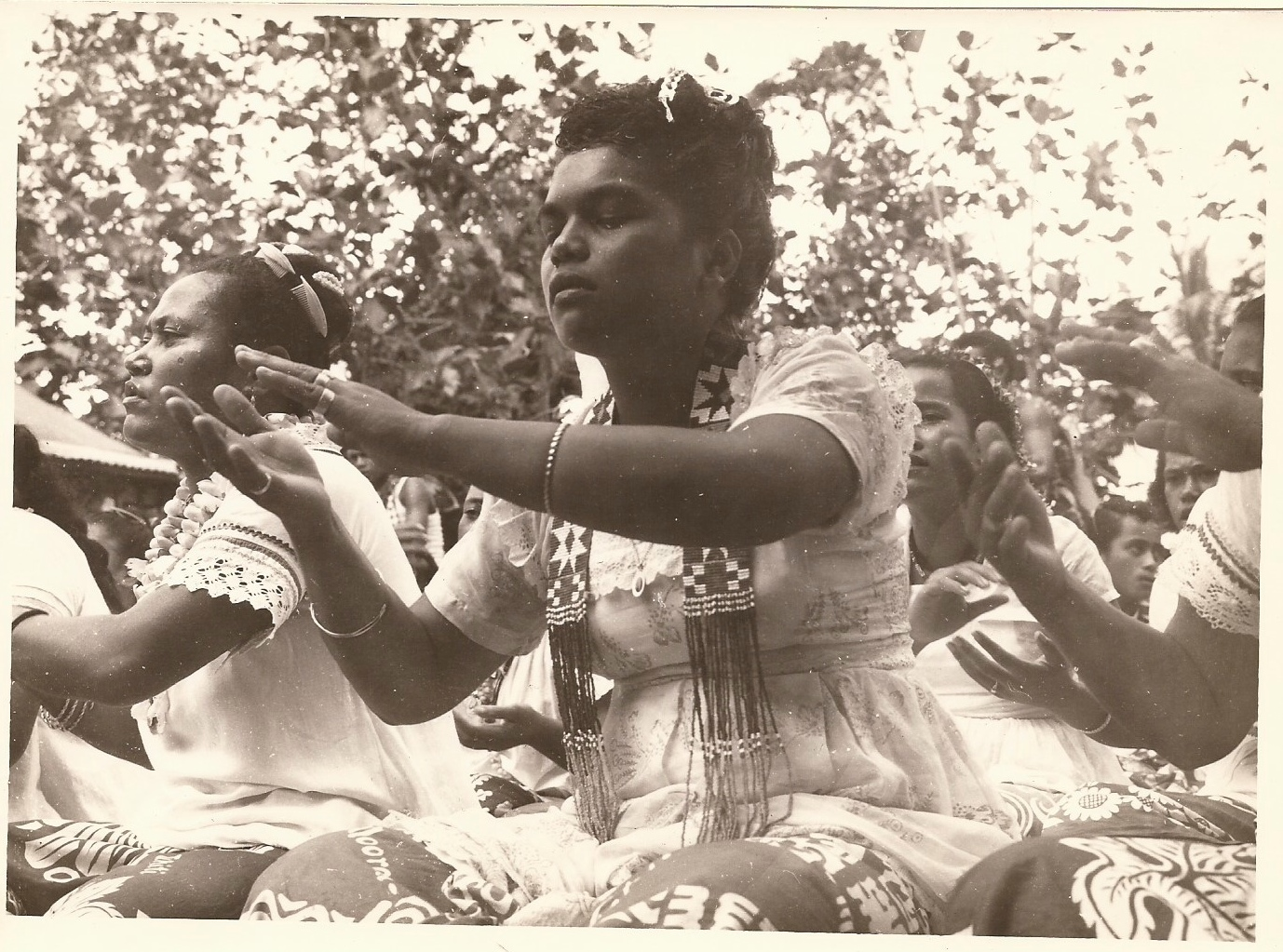
Danse à Sigave (Futuna) 1964 : gros plan sur une des danseuses.
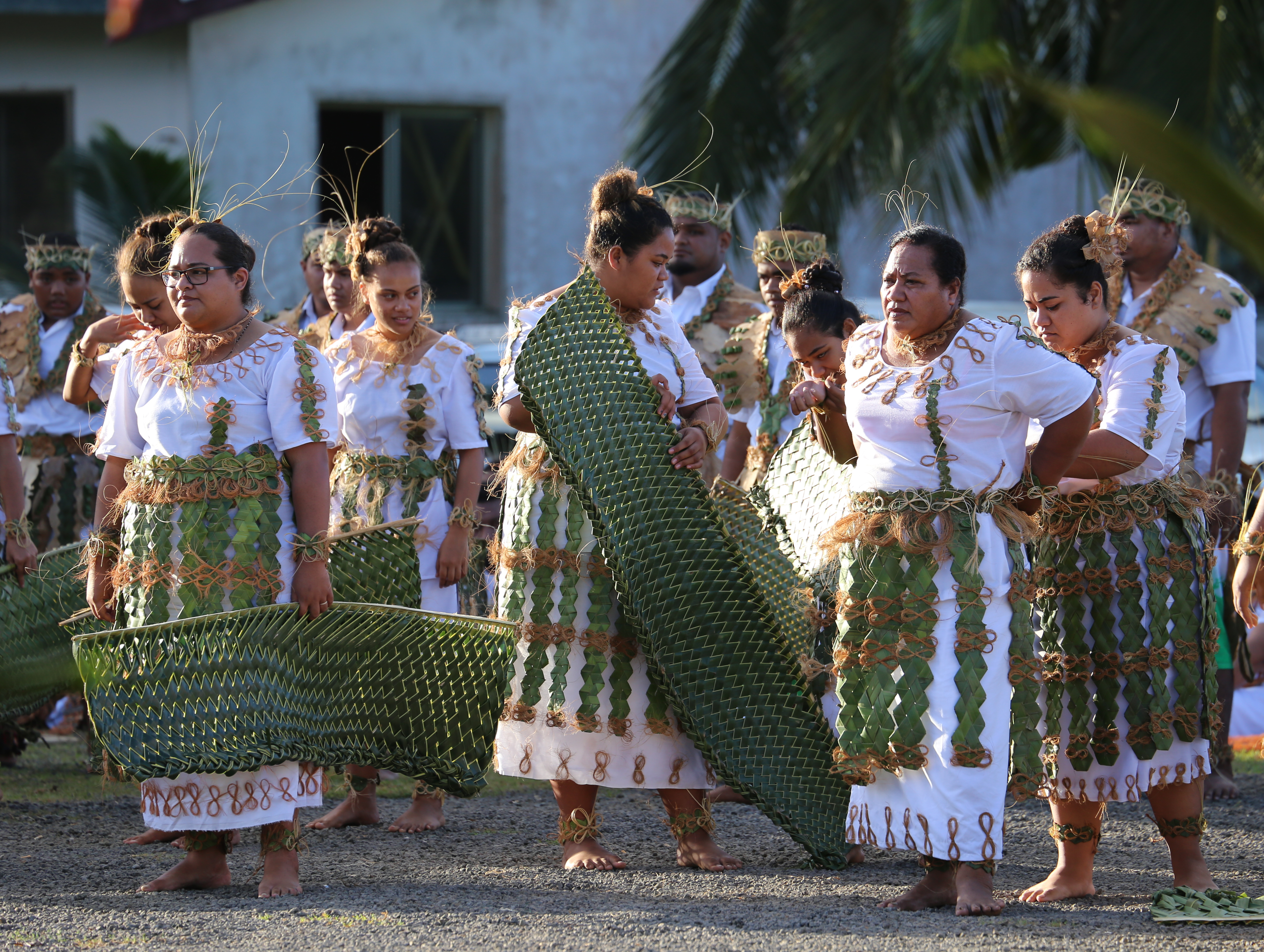
Danseuses de Hihifo lors du concours du 13 juillet 2019 (thème : le cocotier).
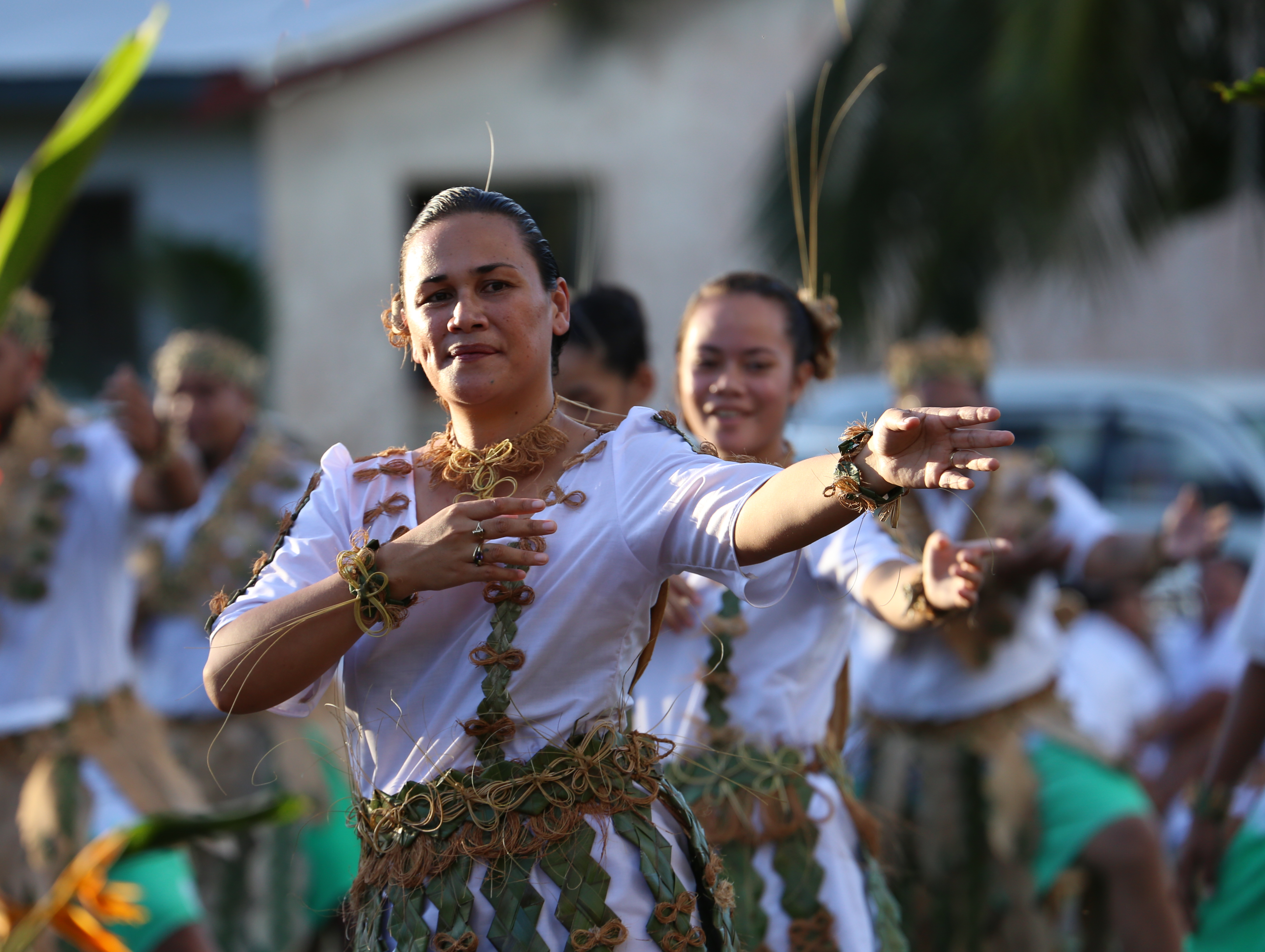
Une danseuse le 13 juillet 2019.
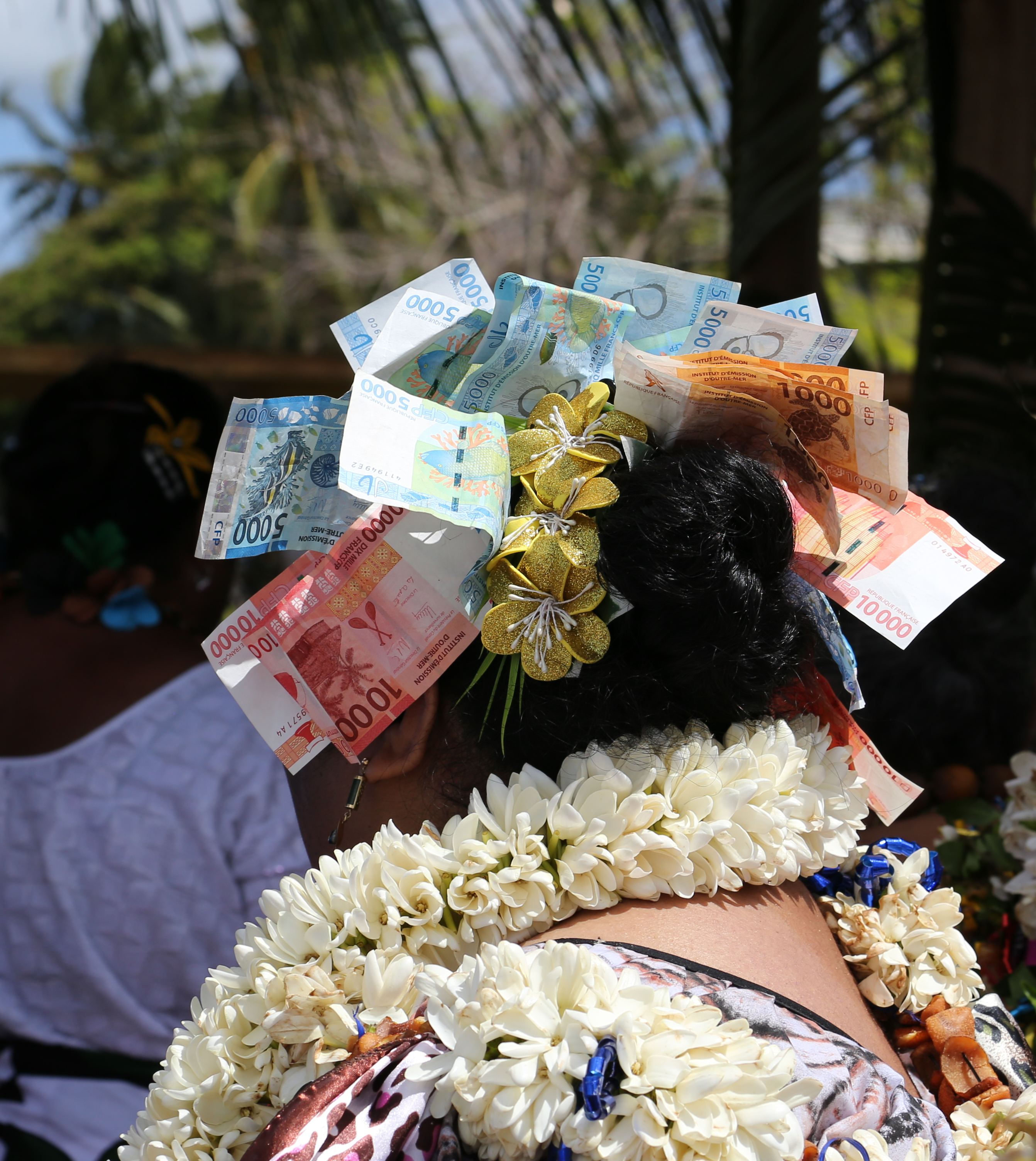
Les danseurs et danseuses reçoivent parfois des billets (Franc pacifique) mis dans leurs parures pour les récompenser.
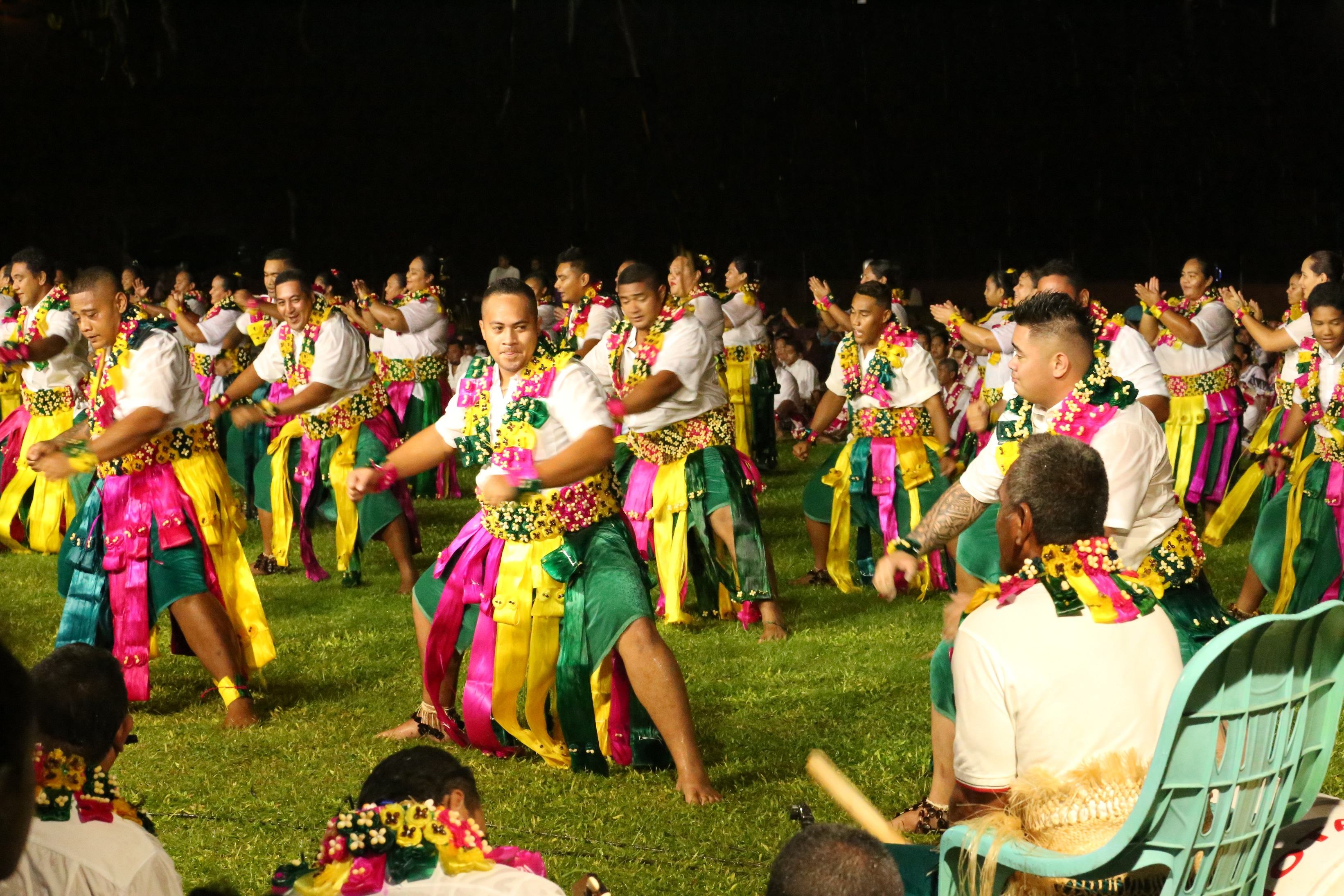
Danse masculine le 13 juillet 2019.
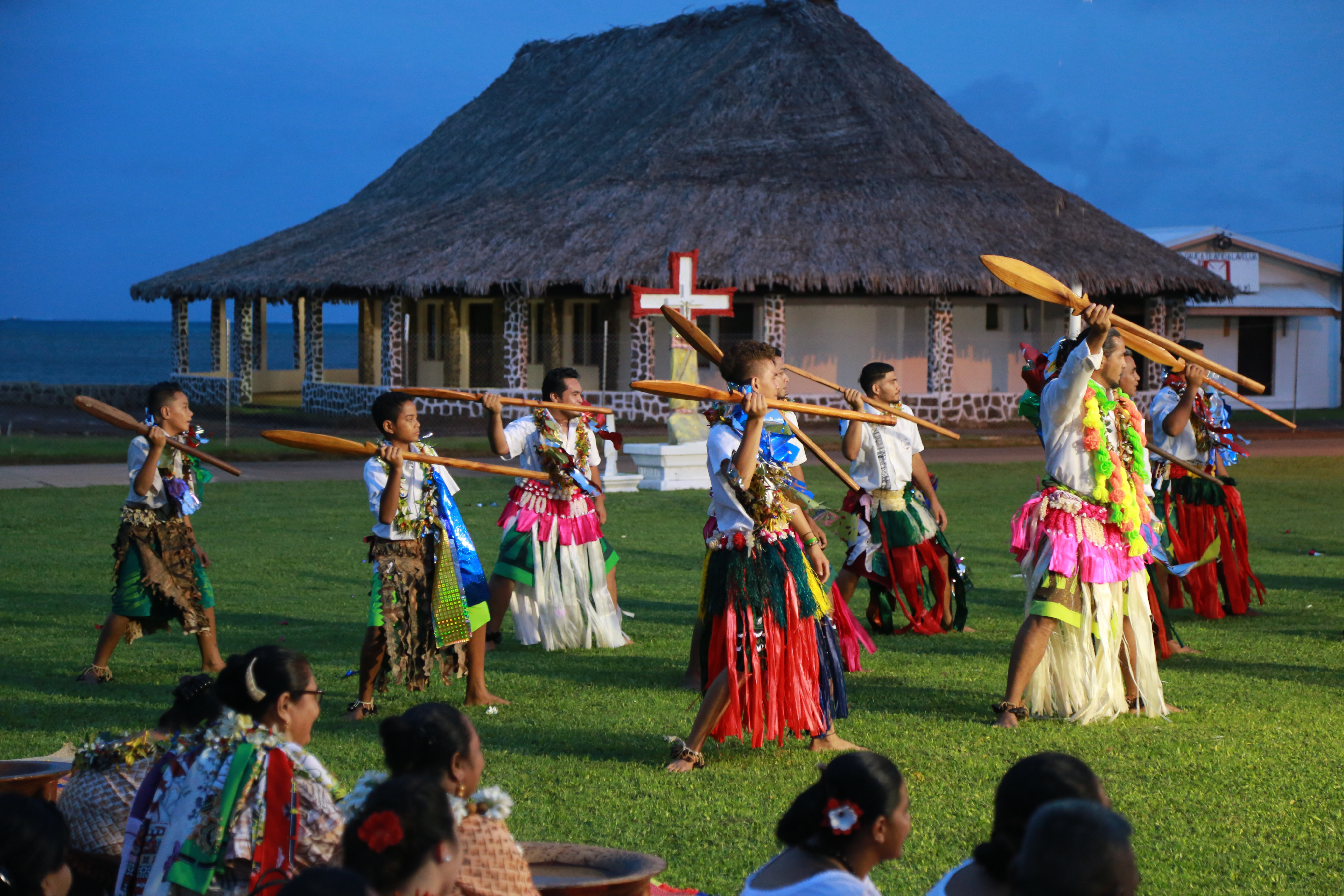
Danse lors de la fête du territoire le 28 juillet 2019.
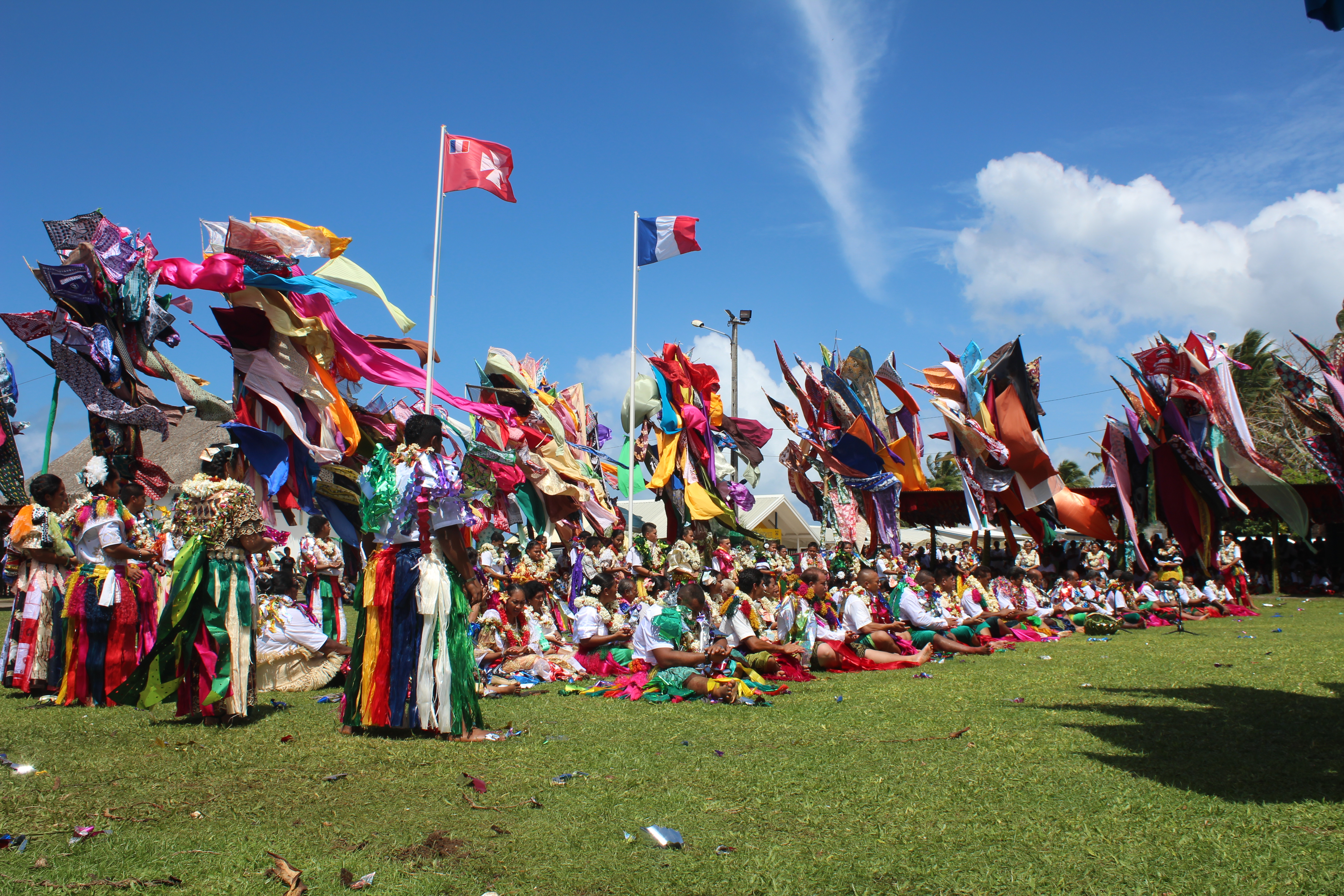
Danse assise lors de la fête de l'Assomption le 15 août 2016 à Mata Utu.
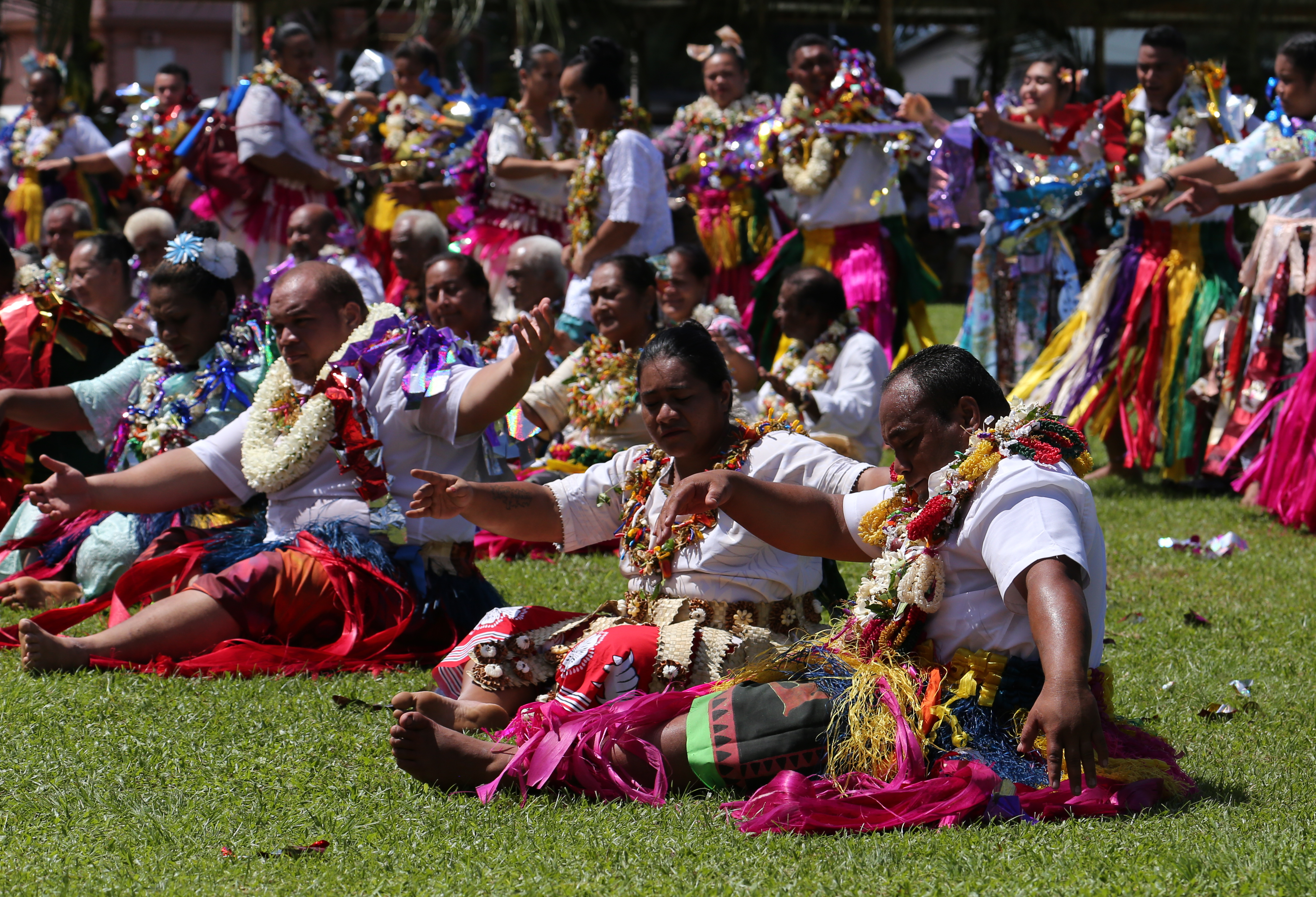
Danse assise (fête de l'Assomption 2019).
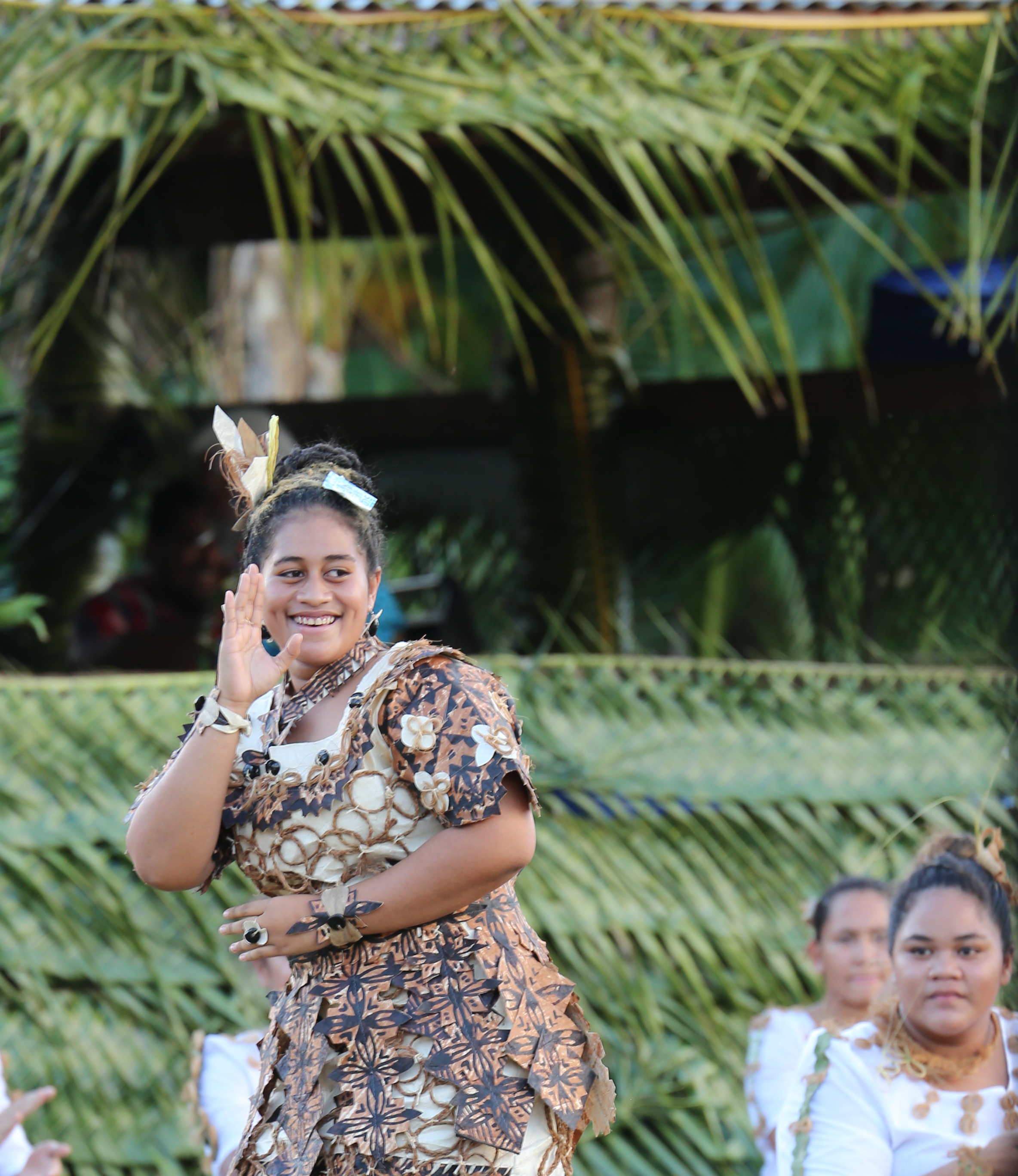
Danseuse individuelle lors du concours du 13 juillet 2019.